# Copidosoma breviclava
Copidosoma breviclava är en stekelart som beskrevs av Hoffer 1970. Copidosoma breviclava ingår i släktet Copidosoma och familjen sköldlussteklar.
Artens utbredningsområde är:
- Österrike.
- Bulgarien.
- Tjeckien.
- Slovakien.
- Grekland.
- Ungern.
- Italien.
- Spanien.
- Turkiet.
- Moldavien.
- Ukraina.
- Nordmakedonien.

Inga underarter finns listade i Catalogue of Life.